# إريك أباريسيو
إريك أباريسيو (بالإسبانية: Eric Aparicio)‏ هو لاعب كرة قدم أرجنتيني في مركز الهجوم، ولد في 25 يناير 1991 في غليو في الأرجنتين. لعب مع أتلتيكو أتلانتا وتيرو فيديرال ونادي خورخي ويلسترمان ونادي لانوس.

## وصلات خارجية
- إريك أباريسيو على موقع قاعدة بيانات كرة القدم.إي يو (الإنجليزية)
- إريك أباريسيو على موقع Soccerway.com (الإنجليزية)